# Молодий фронт
Молоди́й фронт (біл. Малады Фронт, Małady Front) — білоруський молодіжний громадсько-політичний рух, національно-демократичного та християнсько-демократичного спрямування. Ця організація не зареєстрована в Білорусі.

## Історія
Молодий Фронт засновано навесні 1996 року активістами Білоруського Народного Фронта на хвилі протесту проти референдуму запропонованого президентом Лукашенко у тому ж році. Нова організація оформилася під час маніфестацій 24 березня 1996 р. у Мінську, Гродному, Могильові та інших містах країни. У 1997 р. відбувся багатотисячний марш організований Молодим Фронтом «Білорусь у Європу!». Офіційно датою створення руху вважається вересень 1997 р., коли відбувся установчий з'їзд Молодого Фронту. Відділи і філії організації утворилися у 39 різних містах країни.
Молодий Фронт увібрав у себе організаційно не оформлений рух незалежної молоді, об'єднавши у своїх рядах десятки молодіжних ініціатив та організацій. З того часу Молодий Фронт пройшов ряд ступенів у своєму розвитку, еволюціонував з руху протесту 1996-1997  років у правоцентристську до політичної ідеології організацію.
- І з'їзд організації відбувся 6 вересня 1997 року, керівниками Молодого Фронту обрані — Павло Северинець (Мінськ), Сергій Павленко (Гродно), Олесь Асіпцов (Могилів).
- II з'їзд МФ, 10 лютого 1999, обрав керівником організації Павла Северинця.
- III з'їзд, 1 липня 2000, переобрав Павла Северинця старшиною МФ, ухваливши програму «Молодий Фронт Перемін», заклав у ідеологічне підґрунтя організації християнські принципи та національну ідею.
- IV з'їзд, 19 червня 2002, переобрав Павла Северинця керівником організації.
- V з'їзд відбувався у дві сесії, 23 травня 2004 та 23 січня 2005, обрав керівниками Молодого Фронту Сергія Бахуна та Дмитра Дашкевича.
- VI з'їзд МФ, 9 березня 2008, ухвалив оновлену стратегію діяльності Молодого Фронту «Реформація», згідно з якою МФ вийшов зі складу ОДС. З'їзд обрав головою організації Дмитра Дашкевича.
- VII З'їзд МФ, 30 січня 2010, прийняв стратегію діяльності під назвою «Нове покоління», переобрав головою МФ Дмитра Дашкевича.
- VIII З'їзд МФ, 26 жовтня 2013, прийняв резолюцію «Ціннісний фундамент», вибрав Співголовами Молодого Фронту Дмитра Дашкевича, Андрія Тенюту і Едуарда Лобова.[2]
- IX З'їзд МФ, відбувався в два сесії 12 вересня[3] і 10 жовтня 2015[4], прийняв стратегію і план діяльності організації до кінця року, затвердив склад Сейму, який отримав статус провідного органу організації.

## Мета і завдання
Метою Молодого Фронту є об'єднання і виховання молоді на ґрунті білоруської національної ідеї, християнсько-демократичних принципів, побудова громадянського суспільства на основі демократії та вільного ринку, сприяння формуванню духовно і фізично сильного покоління.
Основними завданнями Молодого Фронту є: виявлення і сприяння реалізації громадської і творчої ініціативи серед молоді, агітаційно-масова діяльність щодо відродження білоруської школи, культури, мови, формування у молоді відповідальності за долю своєї Батьківщини.

## Діяльність
Молодий Фронт налічує у своїх рядах близько 1000—1500 активістів, об'єднаних в Обласні та Районні Ради МФ. Найвищий орган — З'їзд, який відбувається не рідше одного разу на два роки. Між з'їздами організацією керує Сейм.
Молодий Фронт входить у ряд політичних молодіжних міжнародних організацій, таких як European Democrat Students (Європейські Демократичні Студенти) та Youth of the European People's Party (Молодь Європейської Народної Партії), має партнерські стосунки з відповідними організаціями України, Швеції, Литви, Польщі та ін.
З 1997 року «Молодий Фронт» розгорнув постійну кампанію «Наше місто!» (90% білоруської молоді і 70% населення живе у містах). На знакові дати та напередодні важливих подій активісти молодого фронту масово натягують біло-червоно-білі прапори по всій Білорусі. Акції «Наше місто!», під час яких було вивішено понад 1200 прапорів, відбувались практично в усіх містах Білорусі.
Унаслідок активної та поспішної діяльності вже у 1999 році «Молодий Фронт» має рейтинг визнання серед молоді — 10,8%, поступаючись лише провладним БПСМ (48,3%) та БСМ (25%).
У 2000 році, під час парламентських виборів, «Молодий Фронт» провів кампанію бойкоту під назвою «Вироби» — висміювання виборчого фарсу по-лукашенківски.
Молодий Фронт у передвиборній президентській кампанії 2001 року виступив організатором Конгресу Білоруської Молоді, у якому узяли участь понад 520 учасників з усієї Білорусі, та ініціював підписання спеціального Погодження між одним кандидатом від опозиції та молоддю. Під час кампанії президентських виборів 2001 року «Молодий Фронт» став вирішальною силою у мобілізаційній кампанії «Обирай!». За час виборчих перегонів «Молодий Фронт» провів понад 1100 акцій більш чим у 120 містах і містечках Білорусі.
24 вересня 2001 року саме «Молодий Фронт» розпочав безпрецедентну варту у Куропатах, протестуючи проти руйнування національного некрополя при будівництві мінської кільцевої дороги. Понад 120 активістів «Молодого Фронту» стали основою восьми-місячної безперервної «Оборони Курапат», яка об'єднала демократичні громади і завершилася перемогою молоді.
Після опитування, проведеного влітку 2002 року білоруським щотижневиком «Наша Ніва», «Молодий Фронт» увійшов у п'ятірку найвпливовіших політичних сил Білорусі — разом з адміністрацією Лукашенка, парламентом і двома найактивнішими опозиційними партіями. Діяльність Молодого Фронту оцінили як дуже ефективну і державні, і недержавні експерти.
За повідомленнями Балтійської служби Інституту Гелапа за жовтень 2002 року, рейтинг «Молодого Фронту» серед усього населення Білорусі становив 6,3%, а серед молоді 18-30 років — 14% — при тому, що всі політичні партії мають від 0,5% до 5% популярності, а «коефіцієнт страху» у суспільстві вельми високий.
Товариші Молодого Фронту брали участь і перемагали на деяких округах на виборах у міські Ради депутатів 2003, брали участь у виборах в Палату Представників 2004. Заснований Молодим Фронтом блок «Молода Білорусь» входив у постійно діючу Нараду демократичних політичних партій, а потім у ОДС (Об'єднані демократичні сили).
Активісти «Молодої Білорусі» зібрали понад 40 тисяч підписів у свою підтримку і стали основною силою, яка протистояла проведенню Лукашенком третього референдуму. Під час оголошення Лукашенком наміру змінити Конституцію «Молодий Фронт» організував акцію протесту на площі Костянтина Калиновського, за яку один з лідерів «Молодого Фронту» і «Молодої Білорусі», Дмитро Дашкевич, був заарештований і засуджений до 10 діб адміністративного арешту. Один же з засновників «Молодого Фронту», лідер «Молодої Білорусі», Павло Северинець був засуджений до трьох років так званої «хімії» за організацію акції протесту у день проведення референдуму і на наступний день після нього.

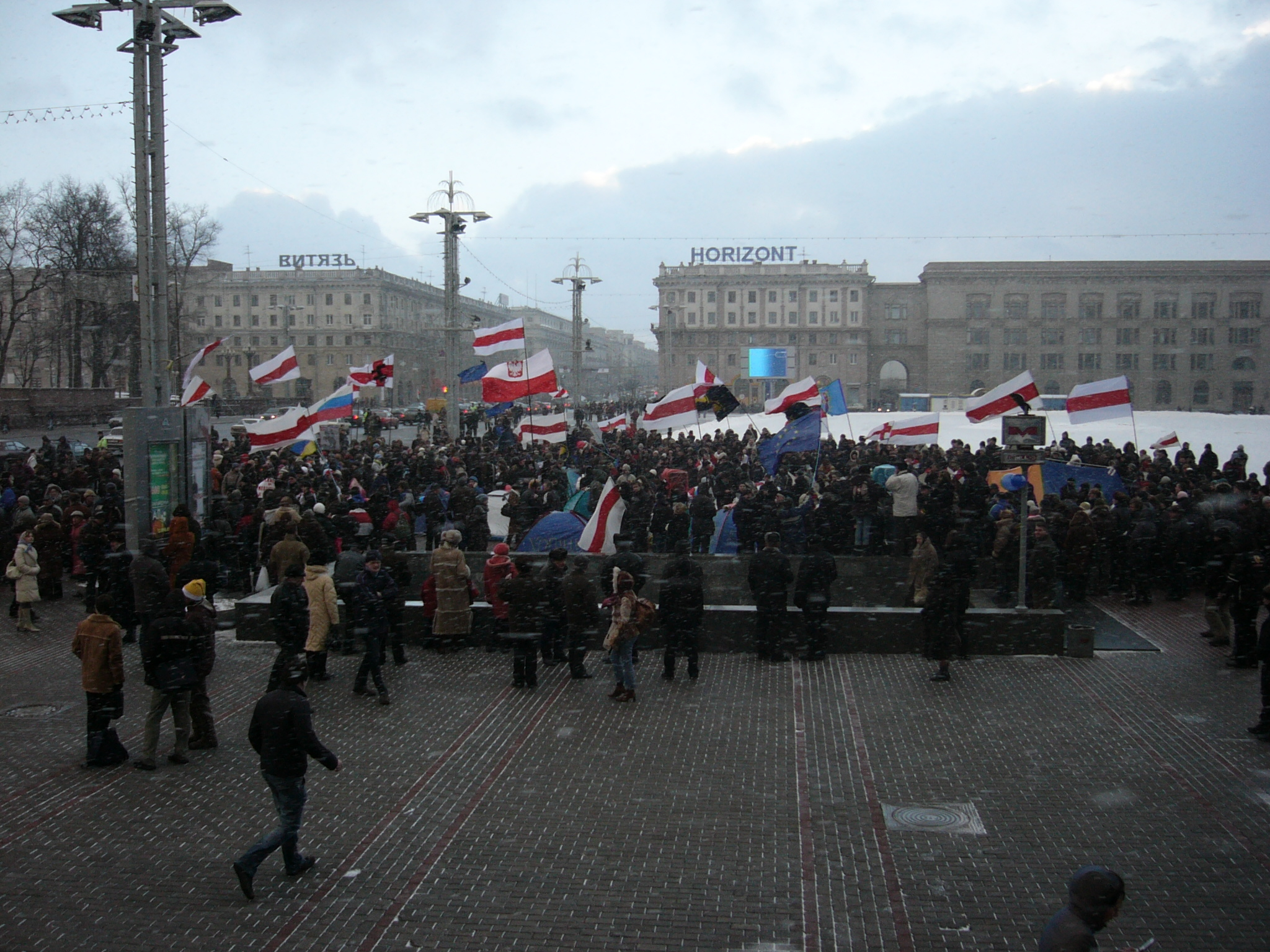
Прапор Молодого Фронту на акції проти фальсифікації підсумків голосування під час президентських виборів в Білорусі 2006 року.

Під час президентської кампанії 2006 року «Молодий Фронт» був одним з організаторів масових акцій проти фальсифікації результатів голосування, і так само «наметового містечка» на площі Костянтина Калиновського з 20 по 24 березня 2006 року.
У червні 2006 року активісти Молодого Фронту, виступаючи проти кримінального переслідування членів своєї організації, розпочали молодіжне голодування, яке стало одним з найдовших і самих масових громадсько-політичних голодувань. Продовжувалось воно 24 дні за участю більш, ніж 100 членів Молодого Фронту.
Ряд активістів і лідерів Молодого Фронту увійшли в організаційний комітет по заснуванню партії Білоруська християнська демократія.
У 2008 році молодофронтівцями було проведено ряд успішних загальнонаціональних кампаній. В рамках громадської кампанії «Білоруську книгу дітям!» молодофронтівці зібрали кілька тисяч білоруськомовних видань, які були передані в дитячі будинки Мінська та інших міст Білорусі. Також на потреби дитячих будинків та шкіл-інтернатів пішли речі та гроші зібрані на Різдвяному фестивалі «поспішайте робити добро!», В якому брали участь відомі музиканти, суспільно-політичні діячі.
З 7 листопада по 10 грудня 2008 Молодий Фронт провів кампанію «Комунізм під трибунал», яка завершилася одноденним постом. В рамках кампанії МФ організував десятки антикомуністичних пікетів та інформаційних акцій по всій Білорусі, провів широке науково-громадське засідання під назвою "Злочини комуністичної ідеології. Цифри і факти.
У 2008 році під час молодофронтові компанії «МТС білоруською!», яку почав солігорський блоґер, небайдужі люди направили ряд паперових і електронних листів у головний офіс представництва компанії МТС в Білорусі. У відповідь мобільний оператор створив білоруськомовну версію сайту. Пізніше активісти передали до головного офісу компанії близько 2,5 тисяч підписів за білорусизацію МТС'у. Як наслідок, у телефонах абонентів МТС з'явилася підтримка білоруської мови.
«Молодий Фронт» є лідером політичного вуличного спротиву, організовуючи десятки вуличних акцій щороку (найбільш відома з них — традиційна акція на «День святого Валентина»). За часи свого існування організація провела десятки загальнонаціональних громадсько-політичних кампаній, найбільш відомі з яких: «Акція Любові», «Наше місто!», «Білорусь в Європу!», «Вироби», «Обирай!», «Ні третьому терміну!», «Хочемо нового!», «Бойкот 2008!», «Білорусь шоу», «Комунізм під трибунал!», «Білоруську книгу дітям!», «Різдвяний фест».
У 2015 році Молодим Фронтом заснований спортивно-патріотичний клуб «Ваяр». 21 листопада 2015 року «Ваяр» провів перше тренування, на ньому використовувалася страйкбольна зброя.
Восени 2016 року організацією проведено ряд акцій зі збору підписів за присвоєння біло-червоно-білому прапору статусу історико-культурної цінності..

## Протистояння режиму
Починаючи з 2000 року Молодий Фронт п'ять разів намагався отримати реєстрацію у Міністерстві юстиції Білорусі, але п'ять разів отримав відмову. Молодофронтівці вважають, що влада навмисне не реєструє організацію, щоб мати важелі тиску на молодих активістів з допомогою антиконституційної статті 193-1 карного кодексу РБ. У межах кампанії протистояння кримінальному переслідуванню за діяльність незареєстрованої організації, молодофронтівці зареєстрували свою організацію у Чехії, подані документи на реєстрацію в Литві, планується отримати офіційний статус в Польщі та Україні.
Друзі організації знаходяться під постійним тиском з боку режиму, частина з них переслідувалась за політичними мотивами і навіть були осуджені: найвідоміші з них — це справи Олексія Шидловського, Вадима Лабковича, Павла Северинця, Павла Мажейки, Артура Фінькевича, Дмитра Дашкевича. З постійною періодичністю члени і лідери організації за свою діяльність піддаються адміністративному переслідуванню, найбільш розповсюдженими видами якого є арешти (до 25 діб) та штрафи. Також не спиняється тиск з боку спецслужб режиму.
Після президентської кампанії 2006 року проти лідерів «Молодого фронту» Дмитра Дашкевича, Сергія Лисиченка, Бориса Гарецького та Олега Корбана, була порушена кримінальна справа за антиконституційною статтею 193-1 (Діяльність незареєстрованої Міністерством юстиції організації). За цією статтею 1 листопада 2006 року лідер «Молодого Фронту» Дмитро Дашкевич був засуджений до 1,5 року колонії загального режиму. Протягом року за цією ж статтею були засуджені інші лідери та активісти МФу — Іван Шила (Солігорськ), Анастасія Полажанка (Мінськ), Дмитро Фодорук (Мінськ), Олексій Янушевський (Мінськ), Олег Корбан (Мінськ), Борис Горецький (Мінськ), Анастасія Азарка (Несвіж), Ярослав Грищеня (Барановичі), Катерина Соловйова (Полоцьк), Едвард Зелянков (Жлобин). Усі вони були засуджені до штрафу чи попередження.
Також було порушено декілька кримінальних справ за статтею 193-1, які не дійшли до суду. Так, кримінальна справа була порушена проти активіста жлобинської філії МФу — Кирила Атаманчика. У Жодино кримінальна справа була порушена одразу проти кількох молодофронтівців — Сергія Гудзіліна, Євнгена Войковця та Олеся Черейку. Керівника ж жодинської філії МФ, одного з лідерів руху — Павла Красовського, звинувативши у вітебських вибухах та двох бійках, помістили до слідчого ізолятора. Через місяць Павло Красовський, за нестачею доказів, був звільнений.
Але кримінальне переслідування не принесло очікуваної владою шкоди організації, «Молодий Фронт» тільки зміцнився та з'єднався у цьому випробуванні, провів надзвичайно потужні кампанії солідарності з політув'язненими членами своєї організації й тими, які потрапили під кримінальне переслідування. На знак солідарності з «Молодим Фронтом» до організації вступили такі відомі громадсько-політичні діячі як: Олександр Мілінкевич, Анатолій Лебедько. Після визволення почесним членом «Молодого Фронту» став й Олександр Козулін.
Завдяки потужній кампанії солідарності, лідера МФ Дмитра Дашкевича, звільнили з колонії на 1,5 місяці раніше, призначеного судом першої інстанції, терміну. Це засвідчило, що силові спроби кримінально-юридичного знищення «Молодого Фронту» зазнали поразки. Недаремно щотижневик «Наша Нива» оголосив «Людиною року 2007» «молодофронтівця».
У 2022 році білоруська влада визнала організацію екстремістським формуванням; У Білорусі участь в екстремістських формуваннях є кримінальним злочином.